# Gliese 877
Gliese 877 (GJ 877 / HIP 113229 / LHS 531) es una estrella situada en la constelación austral de Octans, cerca del límite con Indus.
Brilla con magnitud aparente +10,22, por lo que no se la puede observar a simple vista.
Gliese 877 es una de las numerosas enanas rojas de nuestro entorno.
Éstas son estrellas de baja masa cuya energía se genera a un ritmo lento por fusión nuclear del hidrógeno en helio mediante la cadena protón-protón; en consecuencia, emiten muy poca luz.
La luminosidad bolométrica —en todas las longitudes de onda— de Gliese 877 equivale al 2,3% de la luminosidad solar.
Pese a ello, es considerablemente más luminosa que otras enanas rojas como Próxima Centauri, la más cercana al sistema solar; en concreto es casi 14 veces más luminosa que ella.
De tipo espectral M3V, su temperatura efectiva es de 3390 K equivalente a 3116 grados celsius.
Aparentemente no parece ser una estrella variable.
Gliese 877 se encuentra a 28,1 años luz del sistema solar. Estrellas conocidas próximas a ella son β Hydri y ζ Tucanae, respectivamente a 4,5 y 6,2 años luz.